# Ardo Smaragdus
Ardo Smaragdus, död i mars 843, var en fransk munk och hagiograf. 
Han inträdde i klostret Aniane, i Herault, som pojke, och uppfostrades av Benedikt av Aniane. Han prästvigdes och blev föreståndare för klosterskolan.
794 följde han med Benedikt till Frankfurtkonsiliet. 814 ersatte han Benedikt som abbot efter att denne hade anslutit sig till det kejserliga hovet i Aix-la-Chapelle.  
Smaragdus skrev en levnadsteckning över Benedikt av Aniane 822 och ärades själv som ett helgon i sitt kloster efter döden.